# Anansi Boys
Anansi Boys (titre original : Anansy Boys) est le deuxième tome du cycle American Gods qui réunit des romans indépendants se déroulant dans le même univers. Il a été écrit par l’auteur de fantasy britannique Neil Gaiman. Il date de 2005 et a été publié pour la première fois en 2006 en France.

## Résumé
Charlie Nancy réside en Grande-Bretagne. Il est comptable dans une entreprise à fort turn-over qui travaille dans le spectacle et est dirigée par Grahame Coats. 
Sous la pression de sa fiancée Rosie, il invite son père qu’il n’a pas vu depuis longtemps à son mariage. Il y était réticent car il en a toujours eu honte, d’autant plus qu’il  le tournait souvent en ridicule  devant ses camarades. Comme il vient de mourir, il se rend à son enterrement en Floride et rencontre les vieilles voisines de son enfance.
Il apprend que son père était Anansi, le dieu Araignée. Et aussi que son frère est le beau et charmeur Mygal qui a hérité des caractéristiques physiques et de la gouaille de leur géniteur. 
Apparaît aussi Daisy, inspectrice de police, qui enquête sur Charlie car Coats a signalé qu'il le soupçonnait de le voler.  
Les couples se forment. La ruse et la bonne humeur prennent le pas sur la méchanceté et la possession de biens. 

## Prix littéraires
Anansi Boys a obtenu : 
- le prix Locus du meilleur roman de fantasy en 2006 ;
- le prix British Fantasy en 2006 ;
- le prix Mythopoeic en 2006.

## Prolongements
L’univers a inspiré la série télévisée American Gods.
Une adaptation du roman sous forme de mini-série télévisée est prévue par Prime Video.

## Éditions
- Anansi Boys, HarperCollins, septembre 2005, 336 p.  (ISBN 006051518X)
- Anansi Boys, Au diable vauvert, avril 2006, trad. Michel Pagel, 504 p.  (ISBN 2846261067)
- Anansi Boys, J'ai lu, coll. « Science-fiction » no 8663, mai 2008, trad. Michel Pagel, 382 p.  (ISBN 9782290352847)